# Mistrzostwa Europy w Kolarstwie Torowym 2010

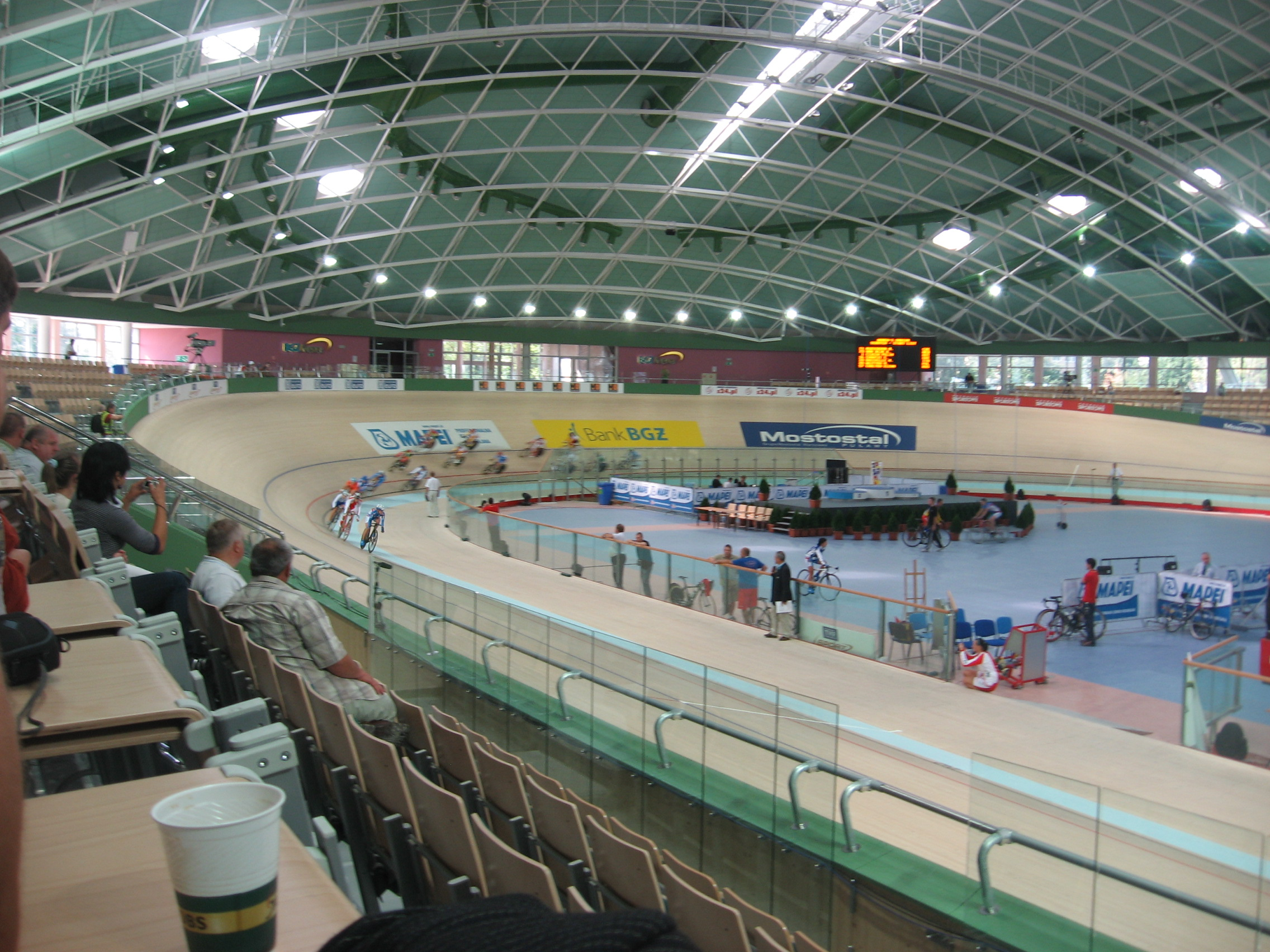
Hala BGŻ Arena

Mistrzostwa Europy w Kolarstwie Torowym 2010 – 1. edycja mistrzostw Europy w kolarstwie torowym, która odbyła się w BGŻ Arenie w Pruszkowie w dniach 5–7 listopada 2010. Były to pierwsze mistrzostwa Europy elity. W mistrzostwach wystartowało ponad 260 zawodników z 25 krajów, w tym 13 reprezentantów Polski.
Były to pierwsze kwalifikacje do Igrzysk XXX Olimpiady w Londynie w 2012 roku.

## Skład i wyniki reprezentantów Polski[1]

### kobiety
- Renata Dąbrowska – 6. (sprint drużynowy)
- Marta Janowiak – 6. (sprint drużynowy)
- Małgorzata Wojtyra – 6. (drużynowo na dochodzenie), brązowy medal (omnium)
- Katarzyna Pawłowska – 6. (drużynowo na dochodzenie)
- Edyta Jasińska – 6. (drużynowo na dochodzenie)

### mężczyźni
- Adrian Tekliński – 15. (sprint), 6.(keirin)
- Maciej Bielecki – 4. (sprint drużynowy)
- Kamil Kuczyński – 4. (sprint drużynowy, 7. (keirin)
- Damian Zieliński – 4. (sprint drużynowy), zdyskwalifikowany[2][3] (sprint)
- Dawid Głowacki – 10. (drużynowo na dochodzenie), 13. (madison)
- Łukasz Bujko – 13. (madison)
- Rafał Ratajczyk – 10. (drużynowo na dochodzenie), brązowy medal (omnium)
- Grzegorz Stępniak – 10. (drużynowo na dochodzenie)
- Adrian Kurek – 10. (drużynowo na dochodzenie)

## Medaliści

### kobiety
| Konkurencja                   | Data             | Złoto                                                               | Srebro                                                           | Brąz                                                     |
| ----------------------------- | ---------------- | ------------------------------------------------------------------- | ---------------------------------------------------------------- | -------------------------------------------------------- |
| sprint                        | 6 listopada 2010 | Sandie Clair                                                        | Kristina Vogel                                                   | Simona Krupeckaitė                                       |
| sprint drużynowy              | 5 listopada 2010 | Francja · Sandie Clair · Clara Sanchez                              | Wielka Brytania · Victoria Pendleton · Jessica Varnish           | Niemcy · Kristina Vogel · Miriam Welte                   |
| 3 km drużynowo na dochodzenie | 5 listopada 2010 | Wielka Brytania · Katie Colclough · Wendy Houvenaghel · Laura Trott | Litwa · Vaida Pikauskaitė · Vilija Sereikaitė · Aušrinė Trebaitė | Niemcy · Lisa Brennauer · Verena Jooß · Madeleine Sandig |
| omnium                        | 7 listopada 2010 | Leire Olaberria                                                     | Tacciana Szarakowa                                               | Małgorzata Wojtyra                                       |
| keirin                        | 7 listopada 2010 | Olga Panarina                                                       | Simona Krupeckaitė                                               | Lubow Szulika                                            |

### mężczyźni
| Konkurencja                   | Data             | Złoto                                                                           | Srebro                                                                        | Brąz                                                                     |
| ----------------------------- | ---------------- | ------------------------------------------------------------------------------- | ----------------------------------------------------------------------------- | ------------------------------------------------------------------------ |
| sprint                        | 6 listopada 2010 | Dienis Dmitrijew                                                                | Kévin Sireau                                                                  | Jason Kenny                                                              |
| sprint drużynowy              | 5 listopada 2010 | Niemcy · Robert Förstemann · Maximilian Levy · Stefan Nimke                     | Francja · Michaël D’Almeida · François Pervis · Kévin Sireau                  | Wielka Brytania · Matthew Crampton · Chris Hoy · Jason Kenny             |
| keirin                        | 7 listopada 2010 | Jason Kenny                                                                     | Matthew Crampton                                                              | Adam Ptáčník                                                             |
| 4 km drużynowo na dochodzenie | 5 listopada 2010 | Wielka Brytania · Steven Burke · Edward Clancy · Jason Queally · Andrew Tennant | Rosja · Iwan Kowalow · Jewgienij Kowalow · Aleksiej Markow · Aleksandr Sierow | Holandia · Levi Heimans · Arno Van der Zwet · Tim Veldt · Sipke Zijlstra |
| madison (50 km)               | 7 listopada 2010 | Czechy · Martin Bláha · Jiří Hochmann                                           | Belgia · Kenny De Ketele · Tim Mertens                                        | Ukraina · Mychajło Radionow · Serhij Łahkuti                             |
| omnium                        | 7 listopada 2010 | Roger Kluge                                                                     | Tim Veldt                                                                     | Rafał Ratajczyk                                                          |

## Klasyfikacja medalowa
| Miejsce | Kraj            | Złoto | Srebro | Brąz | Razem |
| 1       | Wielka Brytania | 3     | 2      | 2    | 7     |
| 2       | Francja         | 2     | 2      | 0    | 4     |
| 3       | Niemcy          | 2     | 1      | 2    | 5     |
| 4       | Białoruś        | 1     | 1      | 0    | 2     |
| 4       | Rosja           | 1     | 1      | 0    | 2     |
| 6       | Czechy          | 1     | 0      | 1    | 2     |
| 7       | Hiszpania       | 1     | 0      | 0    | 1     |
| 8       | Litwa           | 0     | 2      | 1    | 3     |
| 9       | Holandia        | 0     | 1      | 1    | 2     |
| 10      | Belgia          | 0     | 1      | 0    | 1     |
| 11      | Polska          | 0     | 0      | 2    | 2     |
| 11      | Ukraina         | 0     | 0      | 2    | 2     |